# Drosophila dreyfusi (artgrupp)
Drosophila dreyfusi är en artgrupp inom släktet Drosophila och undersläktet Drosophila. Artgruppen består av nio arter.

## Arter inom artgruppen
- Drosophila boliviana
- Drosophila briegeri
- Drosophila camargoi
- Drosophila decemseriata
- Drosophila dreyfusi
- Drosophila fuscipennis
- Drosophila krugi
- Drosophila lugubripennis
- Drosophila wingei